# استان تانگا
تانگا یکی از استانهای کشور تانزانیا می‌باشد و شهر مرکزی این استان نیز شهرستان تانگا نام دارد.
برپایه نتایج سرشماری عمومی نفوس و مسکن که توسط دولت تانزانیا در سال ۲۰۰۲ انجام شد جمعیت این استان بالغ بر ۱٬۶۴۲٬۰۱۵ نفر اعلام شده‌است.
این استان از سمت شمال با کشور کنیا و استان کلیمانجارو ، از شرق با اقیانوس هند ، از جنوب با استان پوانی و استان موروگورو و از غرب با استان مانیارا همسایه می باشد .

## شهرستانها
استان تانگا به لحاظ اداری و مدیریتی به هشت شهرستان تقسیم شده‌است. شهرستانهای:

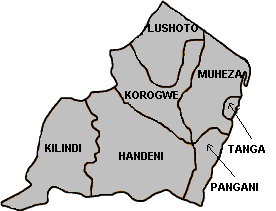
شهرستان‌های تابعه استان تانگا

- شهرستان هاندنی
- شهرستان کیلیندی
- شهرستان کوروگوه
- شهرستان لوشوتو
- شهرستان موهزا
- شهرستان امکینگا
- شهرستان پانگانی
- شهرستان تانگا

## منبع
- مشارکت کنندگان ویکی‌پدیای انگلیسی
- http://www.statoids.com/utz.html